# Теодора Гунтура
Теодора Гунтура (грец. Θεοδώρα Γκουντούρα, 14 березня 1997, Афіни, Греція) — грецька фехтувальниця на шаблях, призерка чемпіонатів світу та Європи.

## Виступи на Олімпіадах
| Олімпіада  | Дисципліна          | Місце |
| ---------- | ------------------- | ----- |
| Токіо 2020 | індивідуальна шабля | 21    |
| Париж 2024 | індивідуальна шабля | 5     |